# Thousand-yard stare
Thousand-yard stare ou two-thousand-yard stare, qui signifie le regard à mille yards (914,4 m) de distance, est une expression en anglais. Elle est souvent employée pour décrire le regard vide et égaré de soldats qui ont instauré une barrière émotionnelle avec les horreurs qu'ils traversent. Plus généralement, ce terme sert parfois à décrire le regard traduisant la dissociation chez les victimes d'autres traumatismes.

## Origine

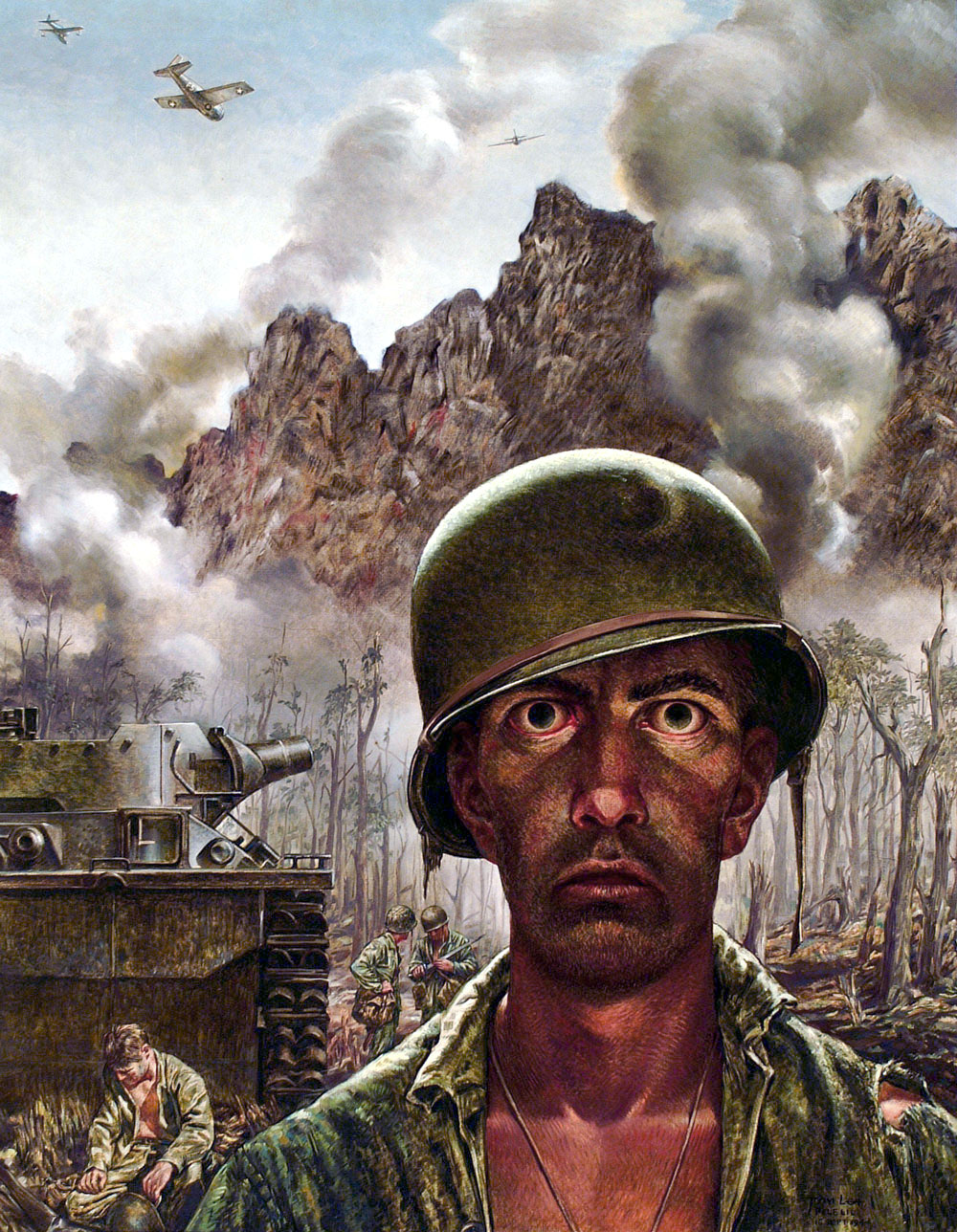
The 2,000 Yard Stare, par l'artiste de guerre américain.

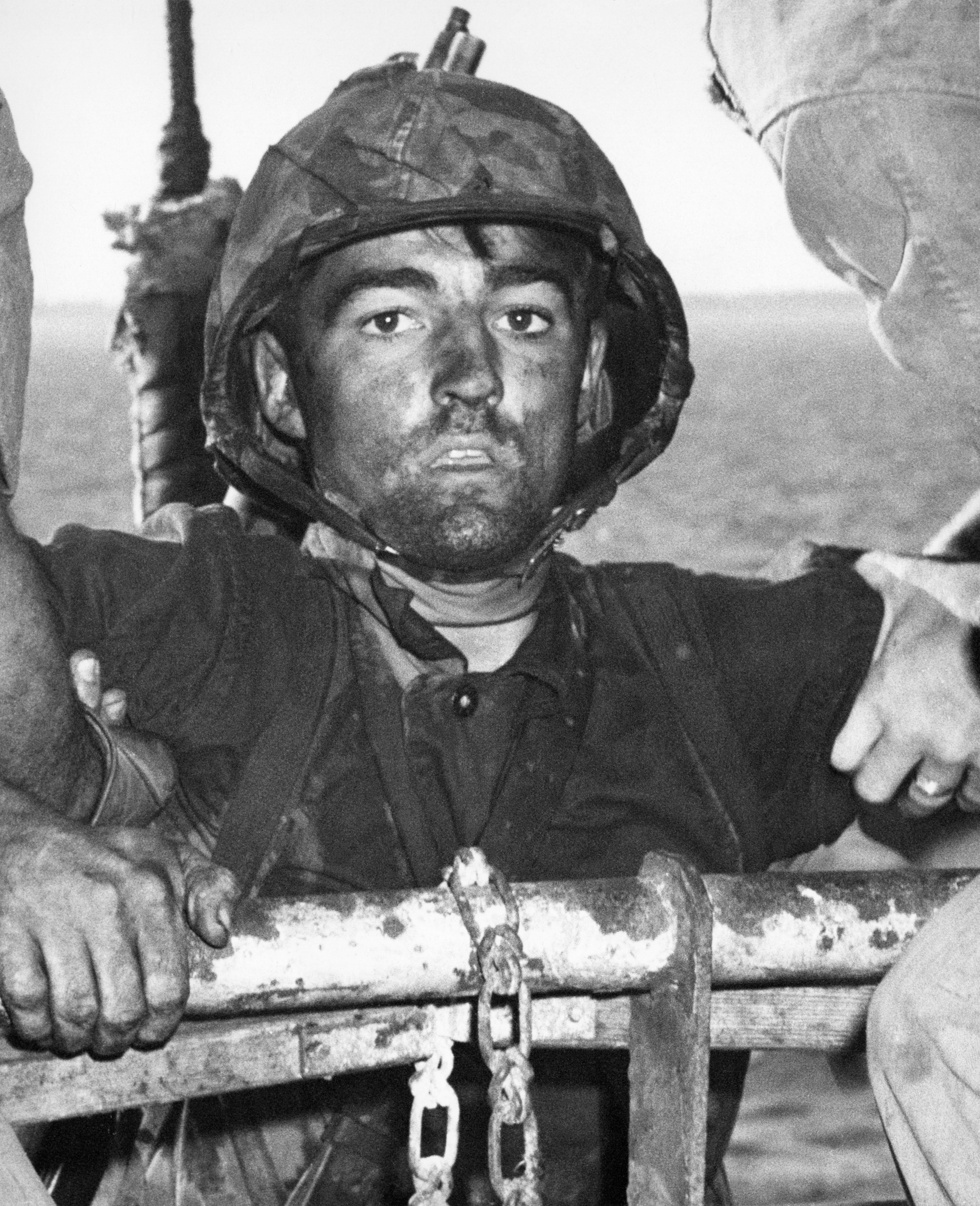
Un soldat US Marine épuisé avec le thousand-yard stare après avoir combattu sans interruption, pendant deux jours, à la bataille d'Eniwetok en février 1944 (aujourd’hui, les Îles Marshall).

L'expression est popularisée lorsque le magazine Life publie un tableau intitulé Marines Call It That 2,000 Yard Stare, réalisé par le correspondant et artiste de guerre Thomas C. Lea, III (en) qui a exercé pendant la Seconde Guerre mondiale ; néanmoins, le tableau à l'époque ne portait pas cet intitulé dans l'article publié en 1945. L'œuvre représente un marine anonyme en 1944 à la bataille de Peleliu ; elle est désormais détenue par l'United States Army Center of Military History à Fort Lesley J. McNair, situé à Washington.
Pour décrire le soldat réel qui a servi de modèle, l'artiste indique :

« Il a quitté les États-Unis il y a 31 mois. Il a été blessé lors de sa première campagne. Il a contracté des maladies tropicales. La nuit, il dort à moitié et il passe ses journées à arracher des Japonais de leurs trous. Les deux tiers de sa compagnie sont décédés ou blessés. Il reprendra les attaques ce matin. Quelle part de souffrances peut supporter un être humain ? »

Joe Houle, directeur du Marine Corps Museum of the Carolinas en 2002, se souvient de son arrivée en tant que caporal en 1965 lors de la Guerre du Viêt Nam : les membres de son équipe avaient un regard sans émotion. « À leur regard, il semblait que la vie leur avait été retirée », dit-il, apprenant par la suite que l'expression décrivant cet état était Thousand-yard stare. « Après avoir perdu mon premier ami, j'ai estimé que la meilleure solution était de se détacher des émotions », poursuit-il.